# Lego Indiana Jones 2: The Adventure Continues
Lego Indiana Jones 2: The Adventure Continues – gra wydana w 2009 przez LucasArts produkcji  Traveller’s Tales. Produkcja ta jest sequelem gry wydanej w 2008 roku, Lego Indiana Jones: The Original Adventures. Gra pozwala na kampanię na podstawie czterech filmów należących do serii Indiana Jones, w tym film Indiana Jones i Królestwo Kryształowej Czaszki, który nie występował w poprzedniej wersji gry. 
Gra wydana została na Wii, Xbox 360, PlayStation 3, Nintendo DS, PlayStation Portable i Microsoft Windows.

## Rozgrywka
Gra została wydana 17 listopada 2009 roku w Ameryce Północnej. Jak inne gry Lego takie jak: Lego Star Wars i Lego Batman, Lego Indiana Jones 2 pozwala graczowi kontrolować figurkę Lego w obszarach związanych ze scenami z filmu z naciskiem na eksploracje i rozwiązywanie problemów. Można w nią grać samemu albo w dwie osoby naraz, z tym samym trybie kooperacji, co stało się znakiem rozpoznawalnych gier Lego. Gra zawiera adaptacje trzech oryginalnych filmów Indiana Jones. Wszystkie poziomy, które oferuje gra, są nowe i nie pochodzą z poprzednich tytułów. W grze dostępne są dodatkowe poziomy zawarte w kreatorze poziomów - kiedy zostaną one przez gracza ukończone, gracz odblokowuje możliwość ich edycji.
Lego Indiana Jones 2 zawiera kreator poziomów gdzie gracze mogą utworzyć ich własne poziomy oraz obiekty. Obaj gracze w trybie kooperacji zostali rozdzieleni na dwie kamery; obie strony nie muszą się starać, by zawsze być blisko siebie, kamera automatycznie się rozdzieli kiedy gracze oddalą się od siebie, a kiedy się przybliżą - automatycznie powróci jeden ekran. Etapy zostały przeprojektowane; przedtem każdy etap był małym obszarem z łatwym dostępem do poziomów, które zostały odblokowane. Teraz każdy etap jest dużym obszarem, do którego wejścia do poziomów muszą zostać odkryte przez gracza.
Gra ma system trofeów na PlayStation 3. 23 listopada 2009 roku LucasArts ujawnił na Twitterze, że działa Patch na Playstation 3 i Xbox 360, który pozwoli grę kooperacji online
Gra zaczyna się od pierwszego etapu odpowiadającego Królestwu Kryształowej Czaszki. Łącznie gra zawiera 6 etapów (Poszukiwacze zaginionej Arki, Świątynia Zagłady, Ostatnia Krucjata i 3 etapy Królestwa Kryształowej Czaszki) wraz z 5 poziomami w trybie opowieści w każdym etapie, 5 poziomami skarbu, 5 poziomami bonusowymi i 1 super poziomem bonusowym (jest on odkryty przez przejście poziomów skarbu).

## Przyjęcie
Gra otrzymała mieszane oceny.
GameTrailers dała ocenę 7.0, krytykując ją jako bardziej powtarzalną niż poprzednie tytuły, a także krytykując brak opcji online i edytora poziomów. Krytycy uznali również, że gra była opierana na „najgorszym filmie w serii”. Aczkolwiek, recenzja Gamespot wystawia grze ocenę 8.0, uznając ją za odpowiednią adaptację serii Indiana Jones. IGN dała grze 6.0, powołując się na brak sekretów w głównych poziomach, takich jakie są w nowych etapach. Pochwały doczekała się za to ścieżkę dźwiękową. Gra jest również krytykowana za nietrzymanie się szczegółów filmów, ponieważ poprzednia gra z serii była dokładniejszą adaptacją treści filmów.